# Вашингтон, Малкольм
Малкольм Вашингтон (англ. Malcolm Washington, род. 10 апреля 1991 года, Лос-Анджелес, США) — американский кинорежиссёр, дебютировавший в кино с полнометражной лентой «Уроки на фортепиано» (2024). Сын актёра Дензела Вашингтона.

## Биография
Родился в Лос-Анджелесе, в семье актёров Полетты (урожденной Пирсон) и Дензела Вашингтона. Брат Джона Дэвида Вашингтона, Оливии (с которой они двойняшки) и Кэтрин Вашингтон.
Во время учёбы в школе (Windward School) Малкольм серьёзно увлекался баскетболом, начав выступать за местную команду (где его партнёрами были Энтони Стовер и Дариус Моррис). В дальнейшем, поступив в Пенсильванский университет, изучал киноискусство, параллельно получив приглашение в студенческую баскетбольную команду «Пенн Квакерз» (где играл с 2009 по 2010 год). В 2013 году окончил университет по специальности «киноведение», а в 2016 году получил диплом консерватории AFI со степенью магистра изобразительных искусств в области режиссуры.
Вашингтон дебютировал в кино с фильмом «Уроки фортепиано» (2024), экранизацией пьесы Огаста Уилсона, с Сэмюэлем Л. Джексоном в главной роли. Картина была удостоена премии «Прорыв» на 60-м Чикагском международном кинофестивале, сам Малкольм стал лауреатом аналогичных наград (в режиссёрской категории) на 32-м международном кинофестивале в Хэмптоне и 13-м кинофестивале в Монклере. Помимо этого, вместе со своим отцом и продюсером Тоддом Блэком, он был номинирован на премию «Независимый дух» в категории «Дебютная работа в кино».

## Фильмография
- «Северный Голливуд»[англ.] (2021; продюсер)
- «Уроки фортепиано» (2024; сценарист и режиссер)